# Horst Weiß (Maschinenbauer)
Horst Weiß (* 22. September 1937 in Uelzen) ist ein deutscher Maschinenbauingenieur und emeritierter Professor für Materialkunde und Werkstoffprüfung der Universität Siegen.

## Leben und Wirken
Horst Weiß studierte an der RWTH Aachen, wo er im Corps Silesia Breslau zu Köln und Aachen aktiv und 1958 recipiert wurde. 1968 wurde er von der Fakultät für Bergbau und Hüttenwesen der Technischen Universität Berlin zum Dr.-Ing. promoviert.
Nach beruflichen Stationen unter anderem in Mount Waverly, Victoria, Australien und Bremen erhielt er 1990 einen Ruf an den Lehrstuhl für Materialkunde und Werkstoffprüfung an der Universität Siegen. Im selben Jahr gründete er dort das Labor für Oberflächentechnik. 2003 wurde er emeritiert. Schwerpunkt seiner wissenschaftlichen Arbeit war im Bereich der Werkstofftechnik insbesondere die Oberflächentechnik.
Er ist Schirmherr der Mubea Academy, eines internen Weiterbildungsprogramms der Mubea Unternehmensgruppe.

## Auszeichnungen
- Dr. h. c.[7]

## Schriften
- Die Ursache der Ferritversprödung bei Eisen-Silizium-Kohlenstoff-Legierungen, 1968
- A process for thermomechanical treatment of steel for torsion-stressed spring elements, Patent DE19839383A (zusammen mit Christian Bilgen, Eberhard Kast, Andreas Kleemann, Hans-Günther Krull und Thomas Muhr)
- Process for the thermomechanical treatment of steel, United States Patent Application 20020170636 (zusammen mit Christian Bilgen, Eberhard Kast, Andreas Kleemann, Hans-Günther Krull und Thomas Muhr)